# Vartan Malakian

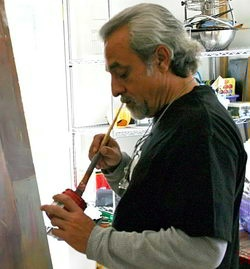
Vartan Malakian

Vartan Malakian (* 14. Februar 1947 in Mosul) ist ein armenisch-US-amerikanischer Künstler.

## Geschichte
Vartan Malakian ist armenischer Christ und begann bereits als Kind, die Kultur seines Landes künstlerisch auszudrücken. Schon als er 10, 11 Jahre alt war, kauften Freunde seiner älteren Schwester seine Gemälde. 1968 wurde Vartan Choreograph der nationalen irakischen Tanzgruppe. Russische Balletexperten halfen ihm dabei, die Tänzer zu trainieren. Als Saddam Hussein an die Macht kam, beauftragte er Malakian, eine revolutionäre Choreographie zu entwerfen, doch da Malakian Husseins Regime ablehnte, floh er 1973 nach Beirut. Dort fand er seine große Liebe Zepur, die er dann auch heiratete. Gesponsert von einer Kirchengruppe, zogen er und seine Frau in die Vereinigten Staaten. 1975 wurde ihr einziges Kind, Daron Malakian, geboren. Vartan versuchte seine Familie durch schlecht bezahlte Berufe zu ernähren, u. a. arbeitete er an einer Tankstelle. Nachdem er ausreichend Geld gespart hatte, eröffnete er 1993 eine kleine Galerie und begann wieder zu malen. Malakian konnte bereits hunderte seiner Werke verkaufen, wobei viele der Käufer selbst Künstler sind. 2001 konnte ihm sein Sohn, durch den Erfolg seiner Band System of a Down, in der er Gitarrist ist, ein Haus kaufen. 2005 malte Malakian die Bilder für die Covers der beiden System-of-a-down-Alben Mezmerize und Hypnotize, sowie für die Covers der Singles B.Y.O.B., Question, Hypnotize und Lonely Day.

## Kunst
Vartan Malakian sagte in einem Interview:
„I want more to do artwork about beautiful things, about life … how it's nice. We are not going to be born again. We have to live in peace and love each other. That's what I want to express in my new paintings.“
(Ich will in meiner Kunst mehr schöne Dinge beschreiben, das Leben … und wie schön es ist. Wir werden nicht wiedergeboren. Wir müssen in Frieden und Liebe miteinander leben. Das möchte ich in meiner Kunst ausdrücken.)
Vartan Malakian arbeitet mit Bildern, deren Form sich verändert, wenn man sie von verschiedenen Blickwinkeln betrachtet. Auf den Gemälden sind oft Gesichter in verschiedenen, wirren Formen zu sehen.